# Grupo Planeta
 (avril 2025).
Si vous disposez d'ouvrages ou d'articles de référence ou si vous connaissez des sites web de qualité traitant du thème abordé ici, merci de compléter l'article en donnant les références utiles à sa vérifiabilité et en les liant à la section « Notes et références ».
Pour les articles homonymes, voir Planeta.

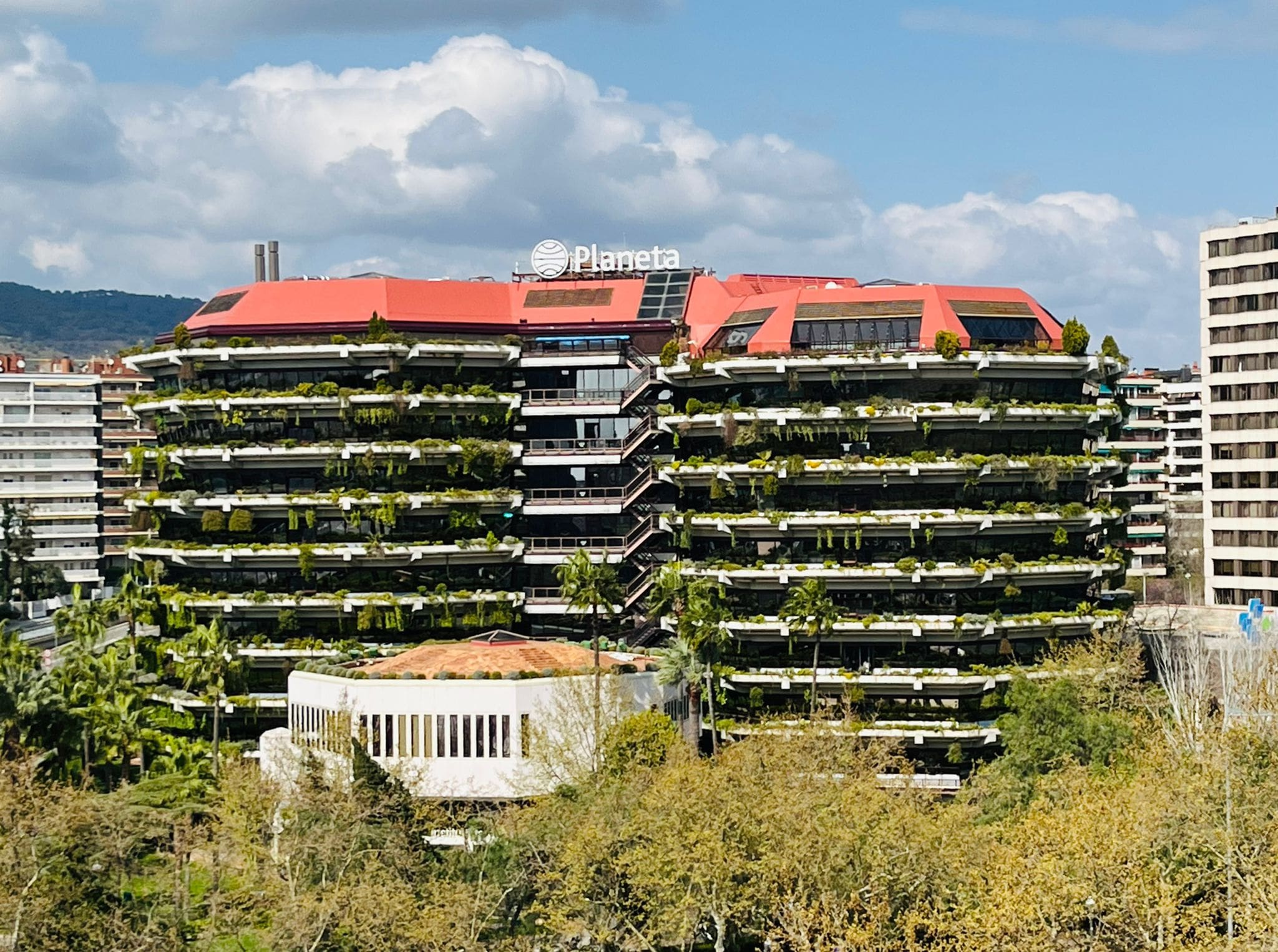
Le siège historique de Grupo Planeta à Barcelone.

Grupo Planeta est un groupe international d'édition et de communication d'origine espagnole.

## Édition
Grupo Planeta se présente comme le leader de l’édition hispanophone et un groupe leader de média espagnol, et un des sept leaders mondiaux de l'édition. Elle possède, en partenariat avec le groupe italien De Agostini, une participation dite « stratégique » et « de gestion » dans Antena 3, la deuxième chaine de télévision espagnole.
L'origine de ce groupe éditorial international remonte à 1949 avec la fondation d'Editorial Planeta à Barcelone par José Manuel Lara (1914-2003) qui pousse l'expansion de sa maison en Amérique du Sud où sont établies de nombreuses filiales. En 1952 est créé le prix Planeta (Premio Planeta), doté actuellement de 600 000 euros. À partir des années 1980, Grupo Planeta prend forme par le rachat de sociétés comme Seix Barral (1982), Ediciones Deusto (1989), Espasa-Calpe (1991). Une coentreprise prend forme en 1982 avec la constitution de Planeta DeAgostini, née d'un rapprochement avec le groupe De Agostini. En 2002, le groupe prend une part active au lancement de Quiero TV (en), dont elle conserve encore 15 % des parts (2017). On compte aussi de nombreuses participations dans des médias papier et audiovisuel, dont le groupe Atresmedia (41 %), ainsi que dans des entreprises liées à l'éducation.
Le groupe connaît des difficultés financières depuis 2011, affichant des résultats consolidés négatifs. En 2018, sa filiale éditoriale française acquise dix ans plus tôt, Editis (Nathan, Robert Laffont, Julliard, Plon, Belfond, Presses de la Cité, Pocket, Solar, …), est cédée à Vivendi.
Grupo Planeta est réputé pour avoir publié plus de 15 000 auteurs à travers le monde.
Son président était, jusqu'à sa mort en 2015, José Manuel Lara Bosch, fils du fondateur. La succession est assurée par José Creuheras Margenat, l'actuel président.
En 2017, le siège du groupe déménage de Barcelone à Madrid.

### Presse
Le groupe Planeta est aussi l’actionnaire de référence de trois journaux espagnols (La Razón, ADN et Avui) et du groupe El Tiempo en Colombie. 

### Editis
En avril 2008, il rachète à Wendel Investissement le groupe d'édition français Editis. En juillet 2018, le groupe Vivendi annonce l'acquisition d'Editis auprès de Grupo Planeta, alors en difficultés, pour 900 millions d'euros.